# Gone Baby Gone
Gone Baby Gone is een Amerikaanse neo noir misdaad/dramafilm uit 2007. Het verhaal is een verfilming van het gelijknamige boek van Dennis Lehane. De film was het regiedebuut van acteur Ben Affleck, waarmee deze verschillende prijzen won variërend van meest veelbelovende nieuwe regisseur tot doorbraak als filmmaker. Bijrolspeelster Amy Ryan werd op haar beurt beloond met meer dan tien filmprijzen en een Oscarnominatie.
De première van Gone Baby Gone werd maanden uitgesteld in verband met de gelijkenissen met de verdwijning van Madeleine McCann.

## Plot
Twee detectives uit Boston onderzoeken de ontvoering van een klein meisje. Dit leidt tot zowel een professionele als een persoonlijke crisis.

## Verhaal
Patrick Kenzie en Angie Gennaro bestieren samen een particulier detectivebureautje dat zich voornamelijk bezighoudt met het opsporen van uit het oog verdwenen familieleden en ontduikers van de alimentatieplicht. Wanneer het kleine meisje Amanda vermist raakt, klopt haar tante Bea McCready bij hen aan. Hoewel de politie al langs de officiële wegen zoekt, hoopt deze dat Kenzie bij kan springen omdat deze zelf opgroeide in de slechtere buurten van Boston. Hoewel Gennaro twijfelt, nemen ze de opdracht aan.
Amanda's moeder Helene is alleen een drank- en drugsgebruikende vrouw die weinig opheeft met de speurneuzen en politiecommissaris Jack Doyle zit niet zo op inmenging van buitenaf te wachten. Toch geeft hij zijn agenten Remy Bressant en Nick Poole opdracht hun medewerking te verlenen. Door de gezamenlijke kennis verzameld langs hun verschillende methoden, lijkt de oplossing binnen handbereik wanneer blijkt dat Helene ooit 130.000 dollar stal van drugsdealer Cheese. Niettemin loopt de zaak slecht af wanneer Cheese doodgeschoten wordt, Amanda's pop teruggevonden wordt in de ondergelopen steengroeve waar Cheese werd vermoord en er verder geen spoor meer te volgen is.
Een paar maanden later verdwijnt er opnieuw een kind, een jongetje dit keer. Kenzie is al die tijd blijven malen over de mislukte reddingspoging van Amanda en begint zich opnieuw te laten gelden in de slechtere buurten in de hoop nu tijdig wat te weten te komen. Hierdoor worden alle slechte herinneringen aan de zaak rond Amanda weer opgerakeld. Gaandeweg blijkt heel wat informatie die Kenzie destijds ter ore was gekomen, niet te kunnen kloppen.

## Rolverdeling
- Casey Affleck: Patrick Kenzie
- Michelle Monaghan: Angela Gennaro
- Morgan Freeman: Jack Doyle

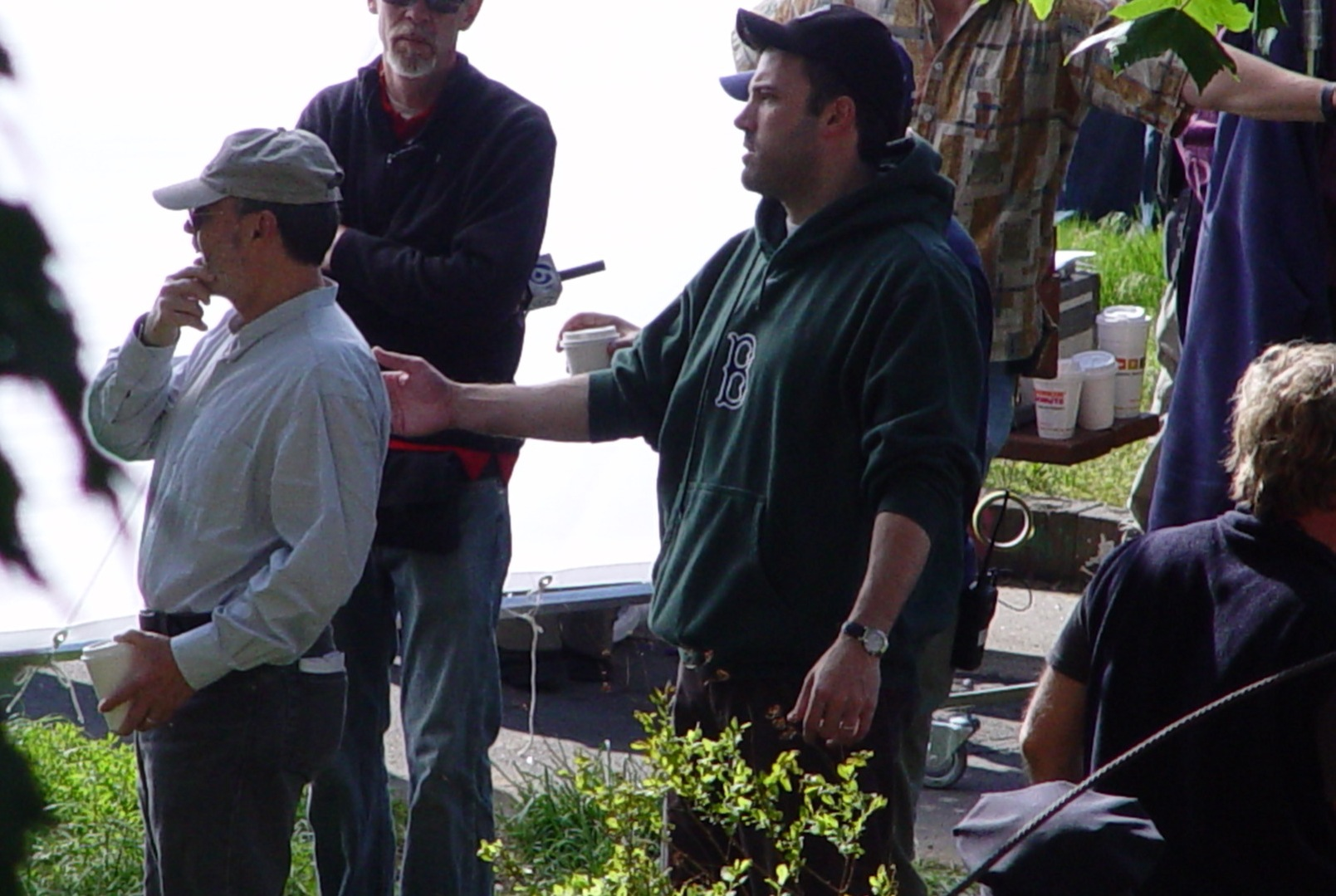
Regisseur Ben Affleck op de set van Gone Baby Gone

- Ed Harris: Detective Remy Bressant
- John Ashton: Nick Poole
- Amy Ryan: Helene McCready
- Amy Madigan: Beatrice McCready
- Titus Welliver: Lionel McCready
- Michael Kenneth Williams: Devin
- Edi Gathegi: Cheese
- Mark Margolis: Leon Trett
- Madeline O'Brien: Amanda McCready
- Trudi Goodman: Roberta Trett
- Matthew Maher: Corwin Earle